# NHL Hitz 2003
 (mars 2010).
NHL Hitz 2003 est un jeu développé par Black Box Games et Exient Entertainment, édité par Midway et sorti en 2002 sur Xbox, PlayStation 2, GameCube et Game Boy Advance. 

## Système de jeu
Il s'agit d'un jeu de hockey sur glace de type arcade. 
Les règles classiques du sport y sont réduites au strict minimum, sans aucun arbitrage. 
Le jeu représente le statut des joueurs via différents signaux lumineux et sonores (par exemple : un joueur ayant effectué une action remarquable sera représenté en feu). 
Le jeu accepte jusqu'à quatre joueurs en mode de jeu local.
Il inclut des équipes existantes telles que les Sabres de Buffalo, les Maple Leafs de Toronto, ainsi que des équipes imaginaires composées de clowns, de chiens ou encore de morts-vivants.